# Archipiélago de Chiloé
El archipiélago de Chiloé está localizado en la zona sur de Chile, entre los paralelos 41° y 43° de latitud sur. Comprende una isla principal, la isla Grande de Chiloé, y un gran número de islas e islotes menores. El archipiélago tiene una superficie de 9181 km² y contaba con una población total de 168 185 personas en el año 2017.
Administrativamente pertenece a la provincia de Chiloé (con excepción de las islas Desertores, que pertenecen a Palena, y la Isla Doña Sebastiana, que pertenece a Llanquihue), en la región de Los Lagos. En el archipiélago hay diez comunas: Ancud, Castro, Chonchi, Curaco de Vélez, Dalcahue, Puqueldón, Queilén, Quellón, Quemchi y Quinchao.
El archipiélago es conocido dentro de Chile por su peculiar folclore, mitología, variedad de papas nativas, gastronomía y arquitectura única. La cultura de Chiloé es el resultado de la mezcla de influencias huilliches, españolas y chonos en siglos de aislamiento sin demasiado contacto con el resto de Chile o el mundo occidental. Su clima templado y fresco, la abundancia de recursos marinos y sus grandes y frondosos bosques también han desempeñado un papel importante en la configuración de la vida en las islas.
En la época colonial, Chiloé fue un importante baluarte en la defensa contra las incursiones holandesas y británicas a Chile y la Patagonia. El archipiélago fue la última posesión española en Chile, repeliendo con éxito las invasiones patriotas hasta 1826. En el siglo XIX, el archipiélago fue el punto de partida de la colonización chilena de la Patagonia. No sólo se reunieron importantes expediciones en Chiloé, sino que miles de chilotes emigraron al escasamente poblado continente para trabajar en estancias dedicadas a la cría de ovejas, como trabajadores ferroviarios o para convertirse en colonos independientes. La creencia en la brujería ha sido común en el archipiélago, alcanzando tal influencia que en 1880 las autoridades chilenas entablaron juicios contra supuestos brujos de los que se decía que gobernaban el archipiélago a través de una sociedad secreta.
Antaño considerado una zona aislada y atrasada de Chile, el archipiélago conserva en la actualidad su carácter rural a pesar del aumento de la conectividad y el crecimiento de ciudades como Ancud, Castro o Quellón. A partir de la década de 1990, la salmonicultura y el turismo han sido importantes fuentes de ingresos en el archipiélago, complementando actividades tradicionales como la pesca y la agricultura a pequeña escala.

## Etimología
Chiloé es una transformación de Chilhué, la adaptación al español de chillwe, palabra que en mapudungun significa «lugar de chelles». Los chelles (Chroicocephalus maculipennis), también llamados cáhuiles o gaviotines, son aves blancas de cabeza negra, muy frecuentes en las playas y lagunas del archipiélago.
El nombre que se le da a los habitantes de Chiloé es chilotes, aunque también se ha usado chiloense y chilhueño por considerar que el primero podría tener connotaciones despectivas.
Los primeros exploradores y conquistadores españoles que llegaron a las islas en 1567, la denominaron como «Nueva Galicia», al considerar el paisaje parecido al de Galicia en España y por ser esta la tierra de origen del gobernador de Chile, Rodrigo de Quiroga.

## Geografía

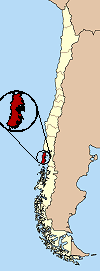
El archipiélago de Chiloé en Chile.

### Relieve y clima

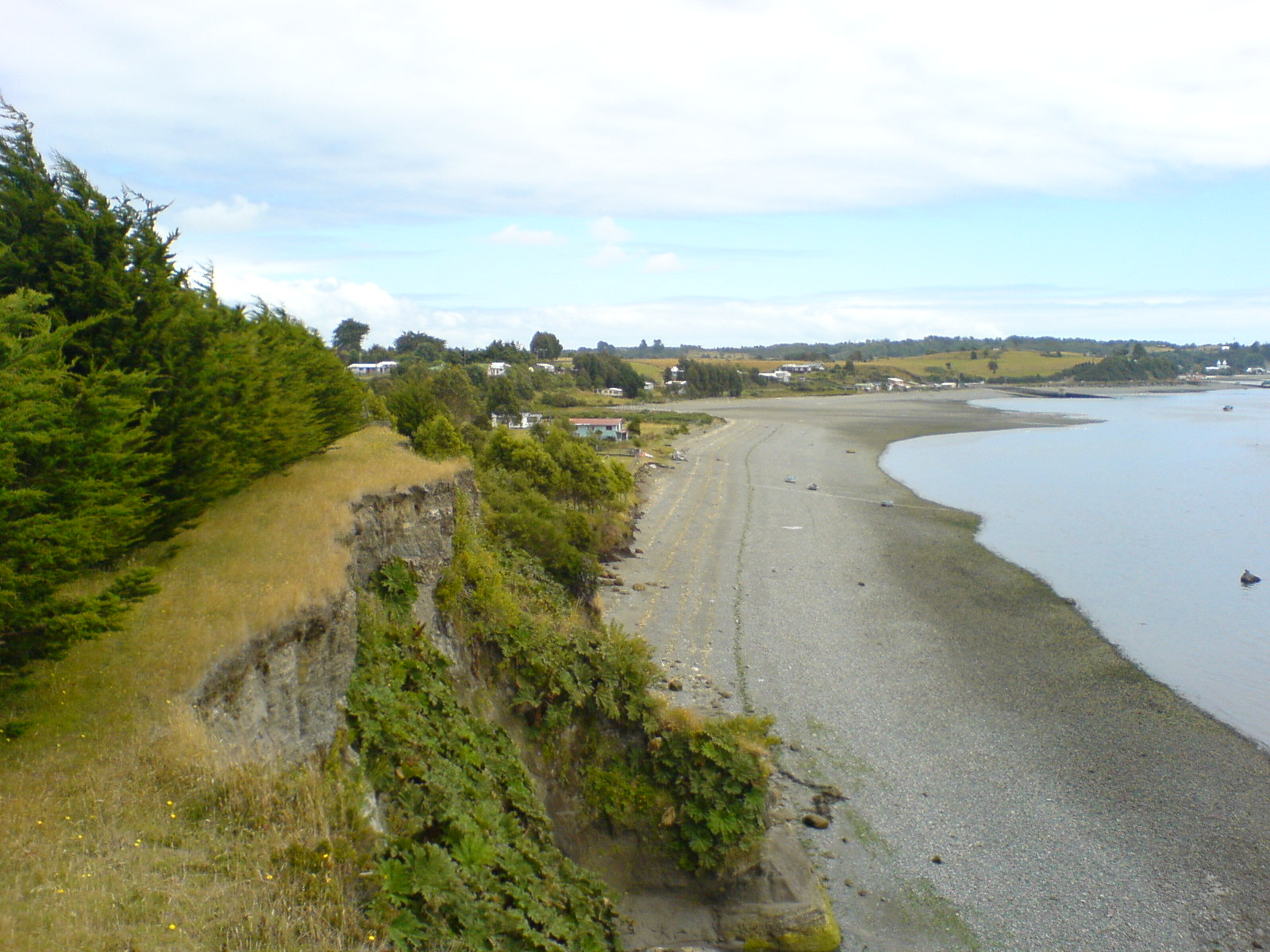
Paisaje en la ribera del canal de Chacao, cerca de la zona de acceso a la isla Grande de Chiloé; en él se observa un acantilado muerto semiestabilizado por Gunnera tinctoria, con una pendiente de 40 a 45 grados y constituido por areniscas holocénicas no consolidadas.

Geomorfológicamente, el archipiélago corresponde a las estribaciones de la cordillera de la Costa chilena, de la cual solo las cimas emergen del océano Pacífico tras el hundimiento del valle central.
La isla Grande de Chiloé tiene forma rectangular, con prolongaciones en la península de Lacuy, la península de Rilán y con entradas en la bahía de Cucao y el canal Dalcahue. La costa occidental es escarpada y sin puertos naturales. La cordillera de la Costa recibe los nombres de cordillera del Piuchén o de San Pedro, en el sector norte, y de Pirulil, en el sector sur. Se presenta como una sucesión de colinas altas y cubiertas de vegetación que en su parte norte bordean los 800 m de altura y que no alcanzan más de 500 m al sur del lago Cucao. Entre estas colinas altas y el mar interior hay planicies y colinas más bajas, dedicadas a la agricultura y la explotación forestal. A causa de la erosión de los glaciares, la costa oriental de la isla Grande es muy sinuosa, llena de ensenadas y promontorios, al igual que la costa de las islas menores.
Las islas menores son de relieve ondulado y en su mayor parte están distribuidas en grupos de tres o cuatro, pero algunas están tan próximas que quedan unidas al bajar la marea. Las islas de mayor superficie, después de la isla Grande, son Guafo, Quinchao, Lemuy, Butachauques y Tranqui. Los grupos más importantes son las islas Chauques, el grupo Chaulinec, el grupo Cahuach, el grupo Cailín y las islas Desertores.
El clima del archipiélago es templado marítimo lluvioso, con temperaturas medias de unos 11 °C y precipitaciones ligeramente superiores a 2000 mm anuales en su parte oriental y a 3000 mm en la costa occidental de la isla Grande y más de 4000 mm en sectores altos de la cordillera del Piuchén. Las nevadas son poco frecuentes, pero llueve durante todo el año.

#### Canales

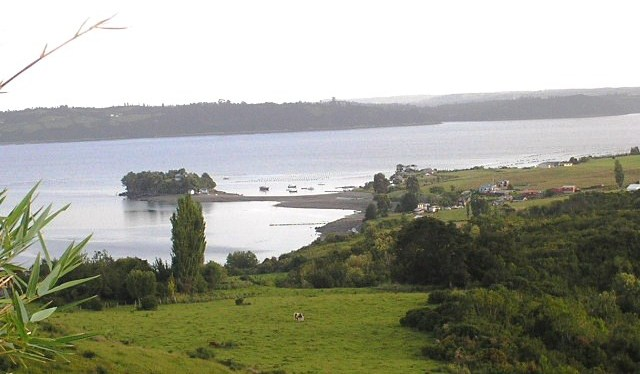
El canal Lemuy visto desde Quinched.

De acuerdo al tráfico marítimo de navegación interior se tiene el importante canal de Chacao, que separa la provincia de Llanquihue de la costa norte de la isla Grande de Chiloé. Hay bastantes canales secundarios que comunican las distintas islas, puertos y localidades del archipiélago, siendo los más importantes: Caucahué, Quicaví, Chauques, Dalcahue, Quinchao, Apiao, Lemuy, Yal, Queilen, Chaiguao, Yelcho, Laitec, San Pedro y Huamblad.
Estos canales obedecen a la paulatina disminución de la profundidad del llano sedimentario longitudinal o depresión intermedia, que se interna bajo las aguas en el seno de Reloncaví, también la acción glaciar del cuaternario que generó zonas de abrasión o desgaste y áreas de deposición de sedimentos laciares (morrenas), lo que configuró esta red de canales e islas. La geomorfología de los canales también sería explicada por la meteorización provocada por agentes climático como el viento, lluvia y corrientes marinas, cuyas mayores evidencias son los escarpes o acantilados en ciertos sectores como el canal de Chacao, que han evolucionado por fuerzas marinas y atmosféricas.

### Hidrografía

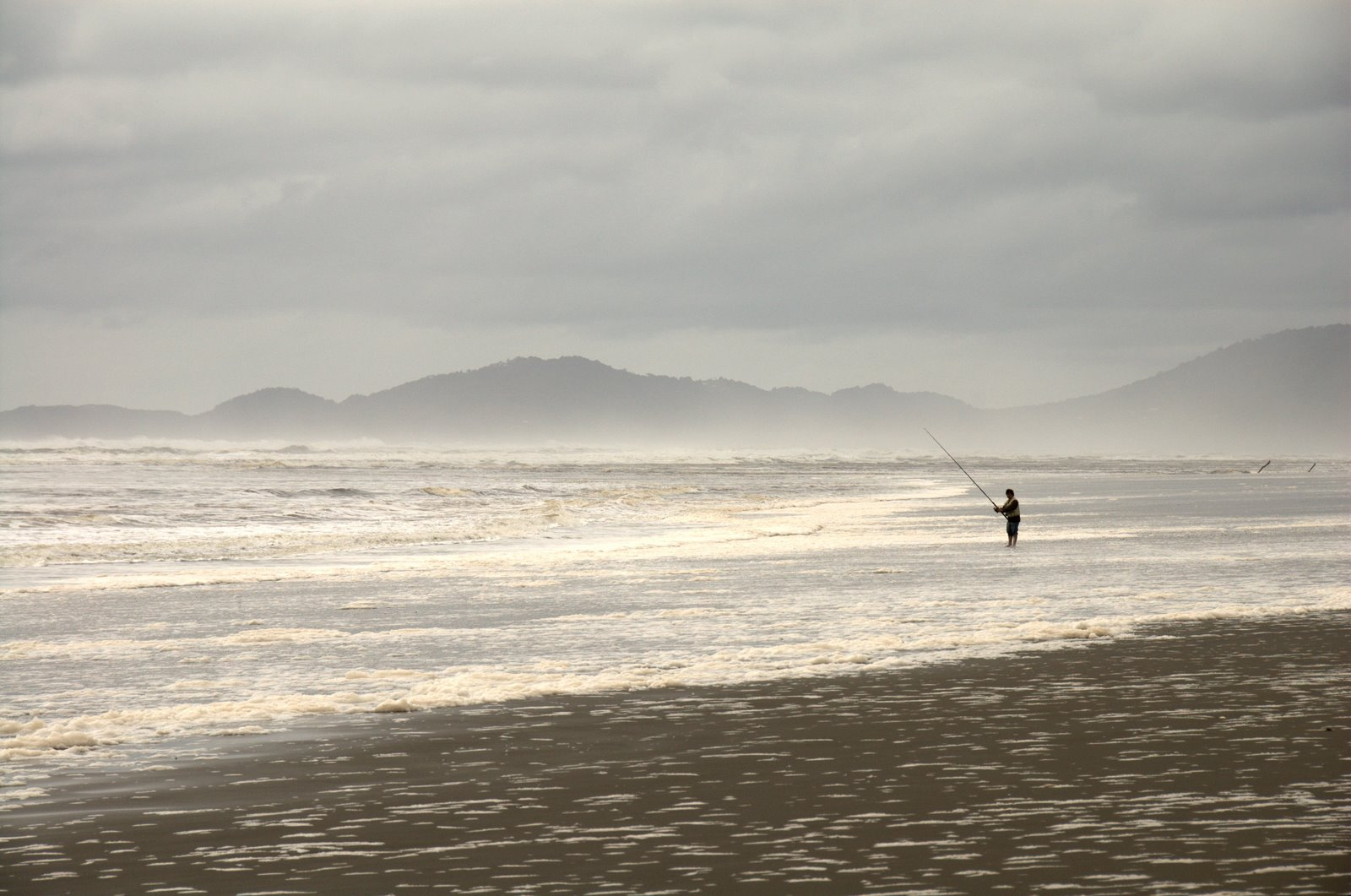
Un pescador en la playa de Mar Brava, costa sobre el océano Pacífico.

La isla de Chiloé posee 56 hoyas hidrográficas, alimentadas por las lluvias que caen en la cordillera de la Costa. En las demás islas, los cursos de agua son escasos y en su mayoría proceden de napas subterráneas, aunque hay también algunos que son desagües de lagos y lagunas. Los ríos más largos y caudalosos son el Medina y el Chepu, ambos desembocan en el océano Pacífico. Otros ríos importantes son el Pudeto y el Butalcura. Debido a su importancia ecosistémica los humedales de la cuenca de Chepu fueron declarados Santuario de la Naturaleza por el Consejo de Ministros para la Sustentabilidad en 2020.
El lago más grande es el Huillinco-Cucao, que es la unión de dos lagos pequeños originados por el avance de glaciares, pero existen además alrededor de otros 200 cuerpos lacustres.

## Flora y fauna

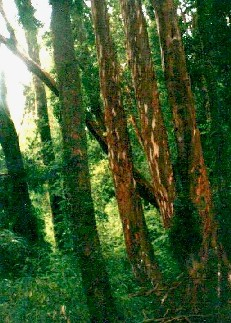
Bosque de arrayanes (Luma apiculata) entre los ríos Colecole y Anay (Castro), en la costa occidental de la Isla Grande.

La formación vegetal original de las islas era la selva valdiviana, un bosque siempre verde con gran diversidad de especies vegetales, tanto grandes árboles como helechos y musgos. Entre las especies representativas de este bosque se encuentran el arrayán (Luma apiculata), el roble (Nothofagus dombeyi), la quila (Chusquea quila), el pangue (Gunnera spp.) y el avellano (Gevuina avellana). En los suelos con mal drenaje de la Cordillera de la Costa crecen el alerce (Fitzroya cupressoides) y el tepú (Tepualia stipularis).
Con la llegada de pueblos agricultores comenzaron las quemas para despejar terreno para la agricultura y posteriormente para la ganadería, de este modo muchos bosques se convirtieron en tierras de cultivo y praderas. Pero muchos de estos terrenos se han abandonado posteriormente y hoy están ocupados por el espinillo (Ulex europaeus), un arbusto espinoso introducido para hacer cercos vivos, pero que está completamente fuera de control.
El cultivo de la papa se practica desde antes del siglo XVI y científicos como Charles Darwin y Nikolái Vavílov creían que esta planta se había originado en Chiloé, pero en el año 2005 David Spooner demostró, por medio de análisis genéticos, que todas las papas cultivadas tienen un ancestro originario del sur de Perú. Existen unas 400 variedades de papas nativas que se cultivan en Chiloé, y gracias a algunas de ellas se ha obtenido más del 90 % de las variedades que se consumen en el mundo.

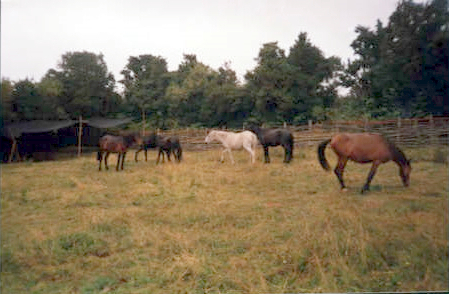
Caballos chilotes o mampatos.

La fauna nativa incluye gran cantidad de especies de aves, de las que unas pocas especies son endémicas. De los mamíferos terrestres, los más grandes son el zorro chilote o de Darwin (Pseudalopex fulvipes), que solo habita en la Isla Grande y en la cordillera de Nahuelbuta (en el continente), y el venadito o pudú (Pudu pudu), uno de los ciervos más pequeños del mundo. Por su parte las aguas están habitadas por diversas especies de lobos marinos y toninas (especie de delfines), y reciben las visitas esporádicas de varias especies de ballenas. Particularmente importante es el área de alimentación para las ballenas azules (Balaenoptera musculus) que se extiende desde el norte de la Región de Los Lagos, por la costa oeste de la isla Grande de Chiloé hasta el golfo Corcovado.
En el archipiélago se desarrolló una raza propia de caballo, el caballo chilote o mampato, un animal de menos de 1,25 m de altura a la cruz, y una raza ovina, la oveja chilota. Ambas descienden de ganado introducido a las islas por los españoles en el siglo XVI.

### Endemismos
A causa del prolongado aislamiento que los profundos canales marítimos le confirieron a este archipiélago, un importante caudal de su diversidad biológica alcanzó el nivel de endemismo insular reproductivo, es decir, difieren genéticamente de sus parientes continentales. Por ejemplo, en cuanto a las aves, se encuentran el concón chilote (Strix rufipes sanborni), la diuca chilota (Diuca diuca chiloensis), el rayadito chilote (Aphrastura spinicauda fulva), y el diucón chilote (Xolmis pyrope fortis). Entre sus mamíferos endémicos destaca la comadrejita trompuda chilota (Rhyncholestes raphanurus raphanurus).

## Población

### Demografía

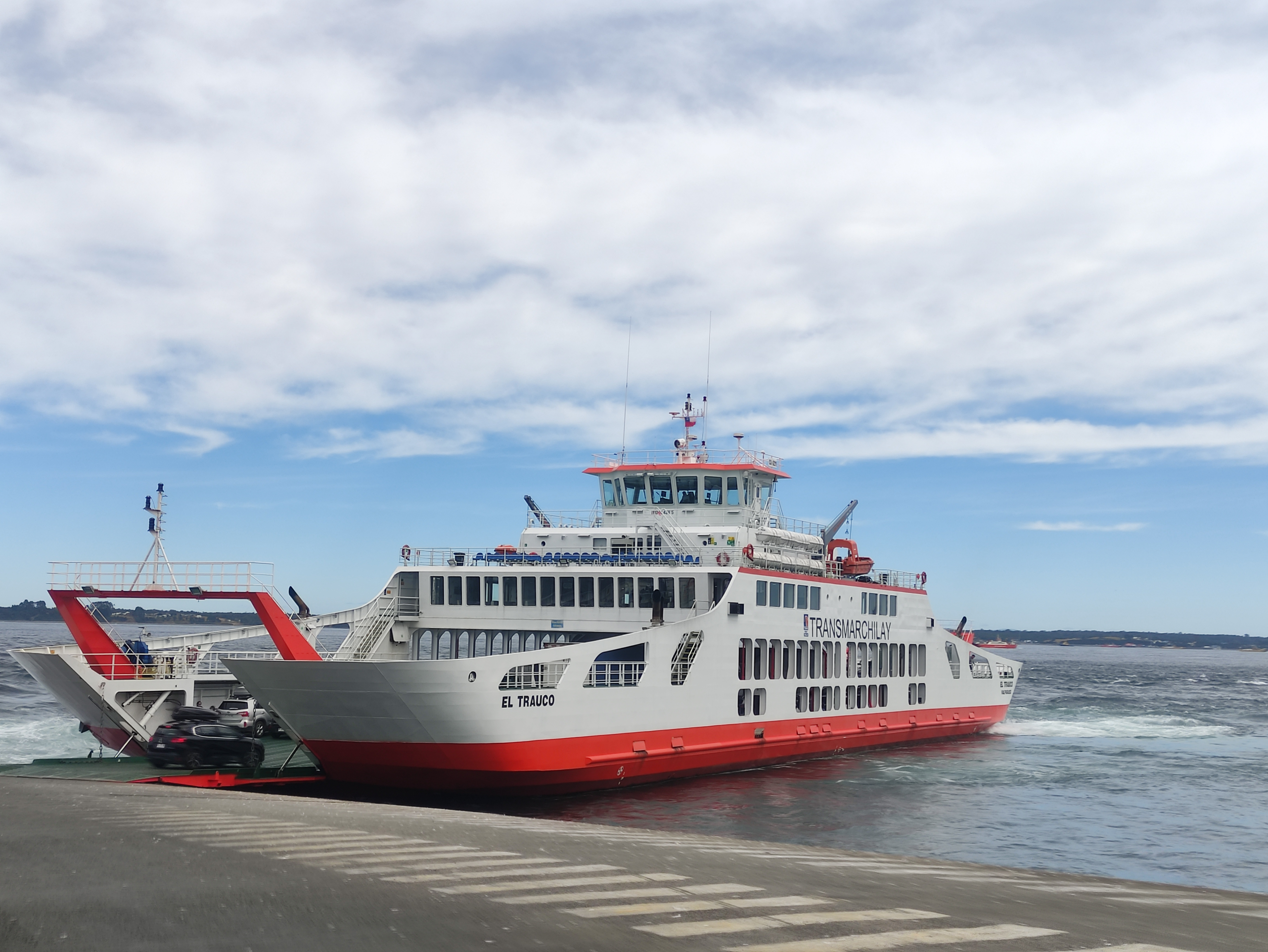
Transbordador tomando vehículos de pasajeros para Chiloé en 2024.

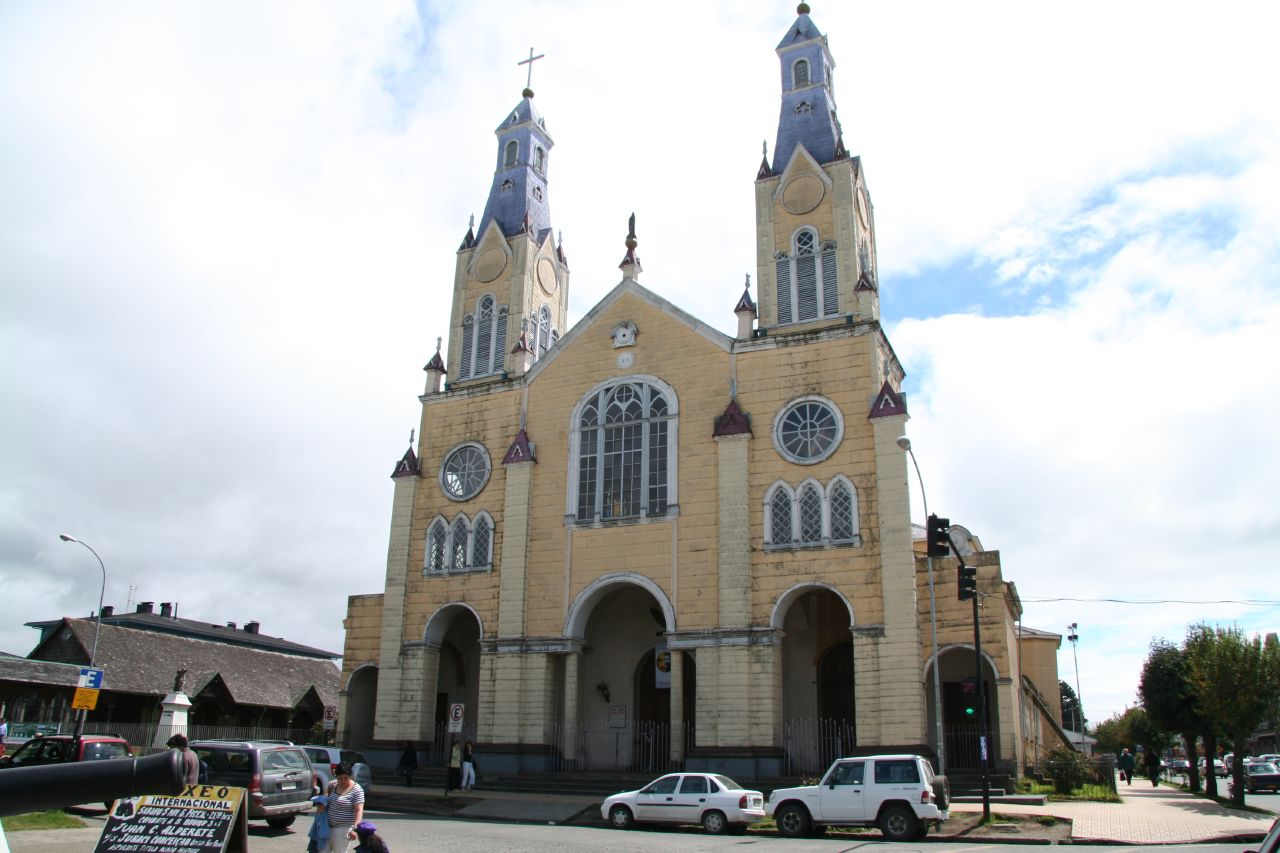
Las iglesias de Chiloé son un gran atractivo del archipiélago.

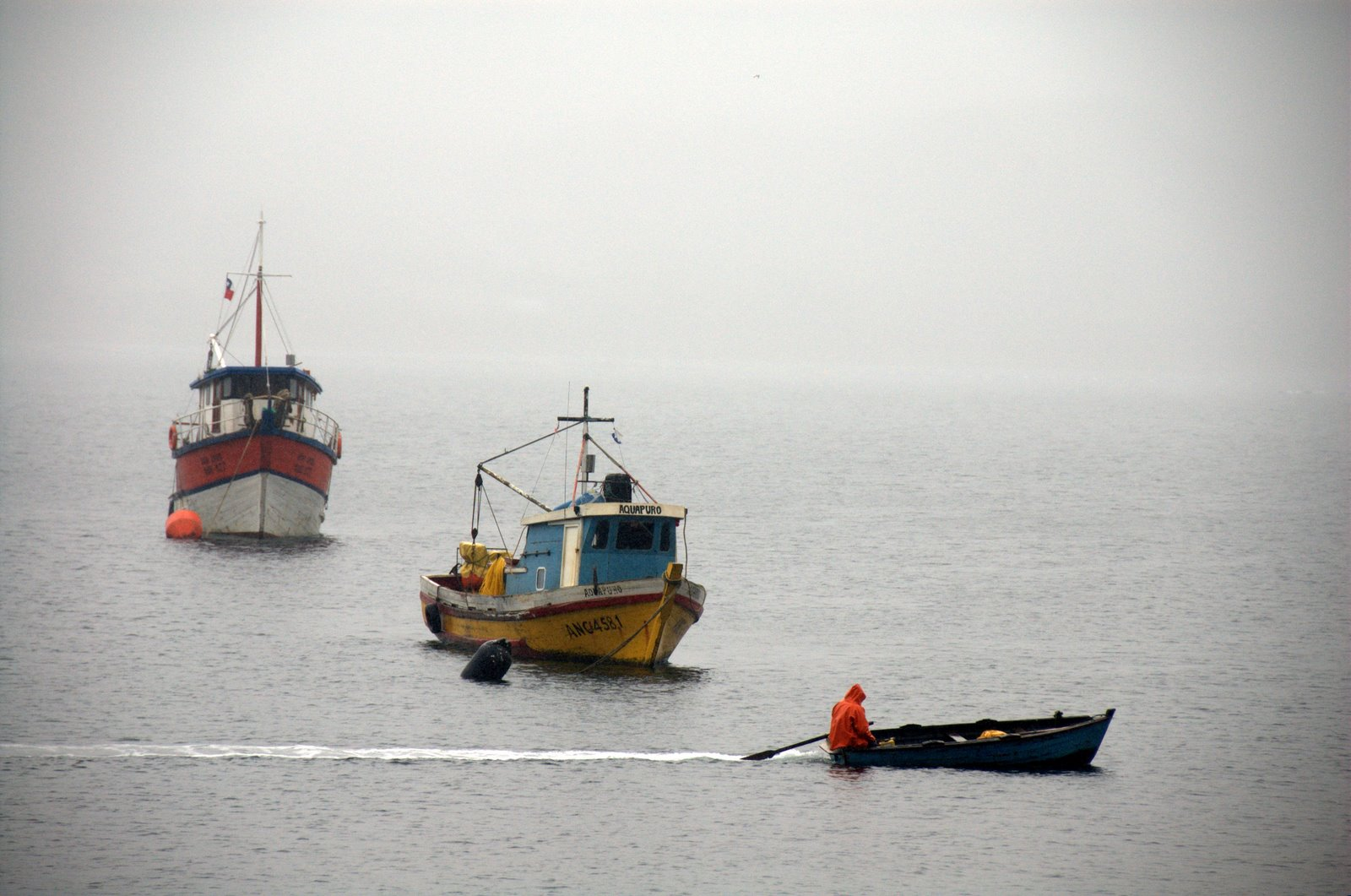
Pescador atravesando la bahía de Quemchi en un bote.

Evolución de la población de Chiloé a través de su historia:
- 1550: 30 000 (est.)[14]
- 1553: 50 000 (est.)[15]
- c. 1603: 22 000 (est.)[16]
- 1609: 10 000 (est.)[17]
- 1765: 13 000 (est.)[18]
- 1784: 26 337[19]
- 1785: 26 703[18]
- 1793: 30 000 (est.)[20]
- 1812: 36 000 (est.)[21]
- 1820: 40 000 (est.)[22]
- 1827: 42 309[23]
- 1835: 43 832[18]
- 1843: 48 641[18]
- 1851: 70 000 (est.)[24]
- 1854: 61 586[18]
- 1865: 72 574[18]
- 1895: 77 750[25]
- 1907: 87 595[5]
- 1920: 109 337 ha.[5]
- 1930: 92 067 ha.[5]
- 1940: 101 706 ha.[5]
- 1952: 102 505 ha.[26]
- 1960: 102 543 ha.[26]
- 1992: 130 389 ha.[27]
- 2002: 154 766 ha.
- 2012: 166 205 ha.[28]
- 2017: 168 185 ha.[1]

Según el censo nacional de población del año 2002, la población total de la provincia es de 154 766 personas, de las que un 55,95 % corresponde a población urbana. Se concentra en la costa oriental, que presenta condiciones ambientales más idóneas que la costa oeste, ya que los vientos son menos intensos, la pluviometría es menor (ello explicado por la cordillera de la Costa), hay mayor disponibilidad de tierra idóneas para la agricultura, debido a la existencia de suelos trumaos, aluviales, con abundante aporte hídrico de arroyos y lluvias, terrenos ondulados y planos, junto a la presencia de bahías y canales que permiten la comunicación y transporte marítimos.
Todos los pueblos se sitúan junto al mar, excepto Huillinco que está a orillas del lago del mismo nombre. Los principales son:
- Castro (29 148 hab.). Ciudad puerto y capital de la provincia de Chiloé desde 1982. Es la tercera ciudad más antigua de Chile con existencia continuada, fundada por el Mariscal Martín Ruiz de Gamboa en 1567. En ella destacan los palafitos, el mercado, y la iglesia San Francisco, declarada Monumento Nacional y Patrimonio de la Humanidad por la Unesco. En la comuna de Castro se encuentra parte del parque nacional Chiloé.
- Ancud (27 292 hab.). Se encuentra al norte de la isla grande. Data de 1767, fue la capital de la provincia de Chiloé hasta 1982 y es la segunda ciudad más importante de la isla. Allí se encuentra el Museo Regional de Ancud, que conserva objetos históricos, artesanales y representaciones de seres mitológicos. Además en sus alrededores existen una serie de fuertes como el Fuerte Ahui y San Antonio que fueron construidos en el siglo XVIII.
- Quellón (13 656 hab.), la tercera ciudad más grande de Chiloé. La ciudad fue fundada en 1906 por una compañía destilatoria que decayó en 1952. Su nombre original era Llauquil. Allí se encuentra el Hito Cero, considerado el final de la Ruta Panamericana.
- Dalcahue (4933 hab.). Es un poblado conocido por su iglesia de Nuestra Señora de los Dolores (Monumento Nacional y Patrimonio de la Humanidad) y por su feria artesanal que se efectúa los domingos por la mañana. Allí se pueden adquirir tejidos y cestería provenientes de las localidades vecinas. Es paso obligado para cruzar a la isla de Quinchao.
- Chonchi (4588 hab.). Se conoce como la «ciudad de los tres pisos», se caracteriza por sus construcciones en ciprés. Su origen es de 1754. En ella se encuentra la entrada al parque nacional Chiloé y la mayor parte de su superficie.
- Achao (3452 hab.). Localidad ubicada en la isla Quinchao. Todos los años, durante el primer fin de semana de febrero, se realiza el Encuentro de las islas del Archipiélago, que reúne el folclore de la comuna y de las cercanas, además de las diez islas que forman parte de su administración (Alao, Apiao, Chaulinec, Tac, Cahuach, Lin Lin, Llingua, etc.). Achao fue fundada en 1743.
- Queilén (1912 hab.). Es un puerto asentado en una larga península. Los jesuitas se radicaron en Queilén en el siglo XVIII, pero el pueblo sólo pudo surgir a fines del siglo XIX. Se encuentra una hora de Chonchi.
- Quemchi (1665 hab.). La comuna de Quemchi tiene como actividades productivas relevantes la pesca y la agricultura. Es cuna de uno de los escritores más importantes de Chile, Francisco Coloane, quien recibiera el Premio Nacional de Literatura en 1964.
- Cucao. Pueblo perteneciente a la comuna de Chonchi y tiene como actividades productivas relevantes la pesca y el turismo. En las cercanías de Cucao está la entrada principal al parque nacional Chiloé. Junto con Chepu, son los únicos asentamientos que se encuentran en la zona occidental de la Isla Grande.

La población desciende principalmente de la mezcla entre los aborígenes (huilliches, cuncos, payos y chonos) y los colonizadores españoles, con aportes posteriores de chilenos de otras regiones y unos pocos extranjeros (p. ej.: alemanes y croatas). Durante la época colonial existían pueblos de indios (Queilen, Chonchi, Tenaún), pueblos de españoles (Chacao y Quenac) y otros mixtos (Castro, Dalcahue, etc.), con lo que la proporción de cada etnia tenía variación local. Todavía en la actualidad existen apellidos característicos de cada sector, rastros de las antiguas encomiendas y reducciones. 

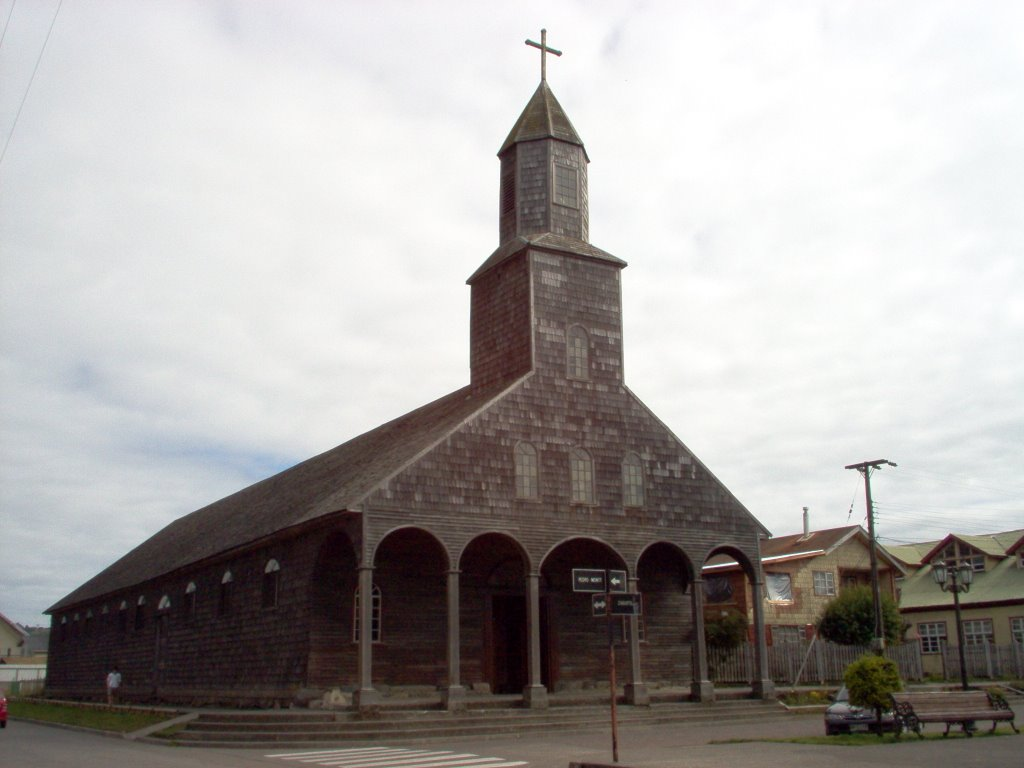
Iglesia Santa María de Loreto, del.

## Cultura

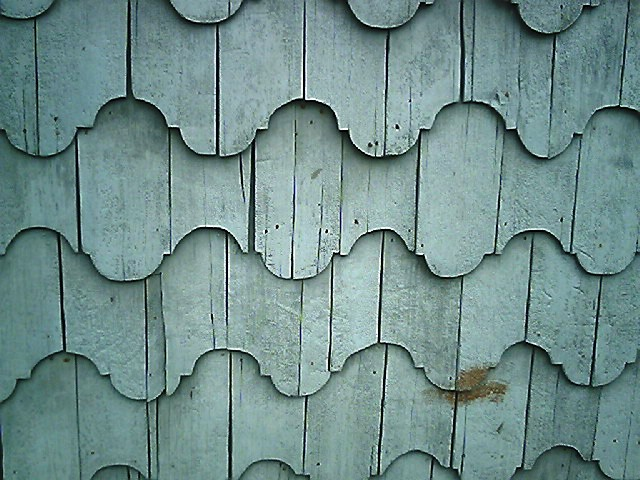
El revestimiento de las casas suele hacerse con tejuelas de alerce recortadas de diversas maneras.

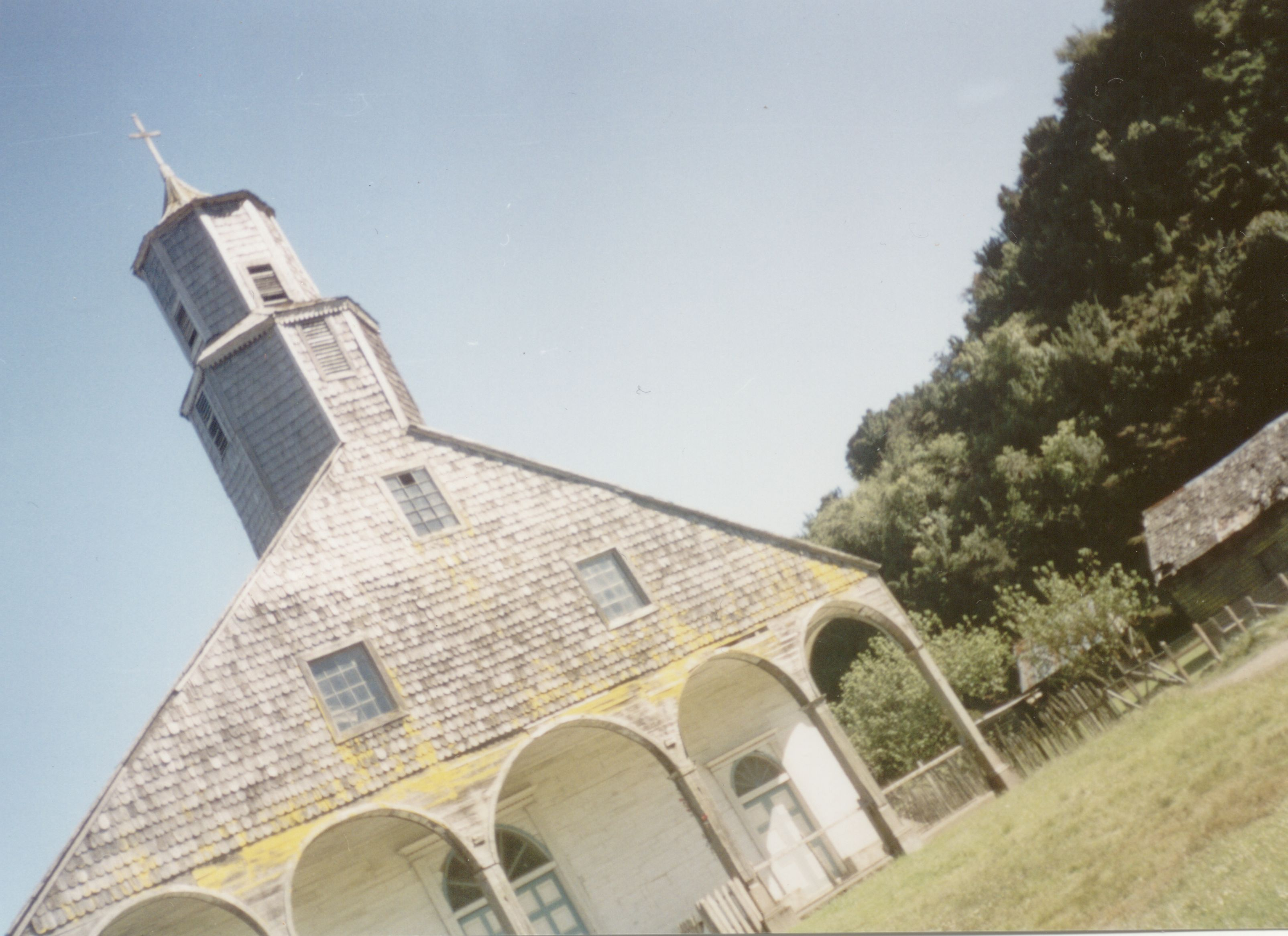
Las iglesias de Chiloé fueron nombradas patrimonio de la humanidad en el año 2000.

A nivel cultural, el archipiélago de Chiloé presenta rasgos que la diferencian del resto del país: una prolífica riqueza folclórica y cultural derivada de su aislamiento; la música ostenta «gran vitalidad, tempos ágiles y ritmos vibrantes» con danzas de rasgos estilísticos propios y diferenciables—como la cueca chilota o el vals chilote, entre otros—,. la arquitectura tiene formas constructivas y estilísticas propias que han configurado a la escuela chilota de arquitectura religiosa en madera, el fervor religioso mantiene intactos instituciones como los fiscales o exponentes escultóricos provenientes de la Escuela chilota de imaginería.

### Arquitectura
Destacan las características de sus construcciones, un estilo arquitectónico que usa tejuelas, balcones y miradores. Las tejuelas fueron ocupadas por los colonos alemanes que se asentaron en las provincias vecinas. Los palafitos son construcciones sobre pilares de madera en el agua, no son una arquitectura originaria de Chiloé, pero fueron adoptados en Ancud, Quemchi, Castro, Chonchi y otros puertos, para un mejor aprovechamiento de la ribera durante la expansión comercial en el siglo XIX. Actualmente solo quedan algunos ejemplares en Castro y Mechuque.

#### Iglesias
Mención aparte merecen sus iglesias —que se desarrollaron a partir del siglo XVII hasta su madurez en el siglo XIX— cuyas características artístico-arquitectónicas eclécticas constituyen la denominada escuela chilota de arquitectura religiosa en madera. Estas iglesias destacan por haber perdurado a pesar de estar hechas en madera, en algunas incluso se usan tarugos en lugar de clavos para la obra gruesa.
El modelo tradicional está inspirado en las iglesias de Baviera, patria de los sacerdotes que iniciaron las construcciones. El edificio es rectangular con techo a dos aguas y un pórtico con arcos falsos (generalmente cinco), es decir, solo adornan la fachada, pero no la sostienen. En la fachada hay una torre hexagonal de dos o tres cuerpos que contiene la campana. El interior tiene tres naves, también separadas por arcos falsos y en algunas conserva el púlpito.
En 1993 se creó la Fundación Cultural Amigos de las Iglesias de Chiloé, cuyo objetivo es proteger, conservar y desarrollar el patrimonio cultural religioso del archipiélago. Esta fundación ha restaurado varias iglesias, gracias a esto, dieciséis de las iglesias han sido declaradas monumentos nacionales y Patrimonio de la Humanidad por la Unesco en 2000.

### Gastronomía

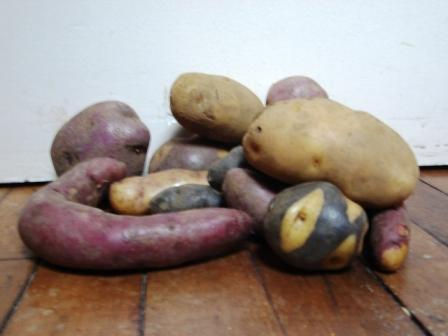
Chiloé posee unas 400 variedades nativas de papa

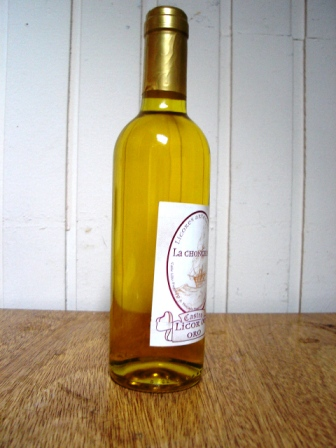
Botella de licor de oro, bebida tradicional de Chonchi

La característica que primero se advierte en la gastronomía chilota es que hace uso de la papa para casi todas sus recetas. Se preparan ralladas y mezcladas con harina o con papas molidas y para cada plato existe una variedad idónea por su sabor o consistencia. Además se usan los mariscos y pescados que habitan el mar interior y la carne de los chanchos, corderos y vacunos que se crían en el campo. Las variedades de manzanas, procedentes de Asturias y Galicia, son pequeñas y usualmente muy dulces y ácidas; se usan para hacer chicha de manzana, empanadas y mermeladas.
Entre los platos más característicos se encuentran:
- Cazuela chilota: hay dos platos con este nombre y ambos difieren sustancialmente de la cazuela chilena. Uno de ellos consiste en un caldo espeso de cholgas secas, papas y repollos, que puede tener además piures y otras verduras. El otro es una sopa con trozos de carne o vísceras de cordero, arvejas, luche y papas.
- Chapaleles: se preparan con una masa hecha con harina y papas que se cuece en agua o en el curanto.
- Curanto: se prepara cavando un hoyo en la tierra en el cual se colocan piedras calientes, luego se le colocan los ingredientes tales como mariscos (almejas, cholgas, choritos, picorocos y, en algunas zonas, además, el piure), carnes (chancho, longanizas, pollo), papas, chapaleles y milcaos. Cada capa de alimentos se cubre con pangues (hojas de nalca). Finalmente se tapa todo con tepes o plástico para que se cocine al vapor aproximadamente una hora y media.
- Lloco o yoco: es el plato que se prepara durante el reitimiento o matanza del chancho. Consiste en carne cocida en la manteca, papas, sopaipillas, roscas y prietas. El nombre lloco alude originalmente a cualquier comida que se le lleva a alguien que no pudo asistir a una celebración.
- Milcaos: se hacen con papas ralladas que son estrujadas hasta dejarlas secas, éstas se unen a una cantidad de papas cocidas y molidas, formando una masa a la que le pone manteca de cerdo y sal. Generalmente se le agregan chicharrones de chancho. Se forma con las manos un disco semejante a un pan y se cocina en el curanto, frito, al horno o en el agua.

### Español chilote
El español que se habla en Chiloé presenta características peculiares, por la presencia de cientos de palabras tomadas del mapudungun en su dialecto huilliche y por la conservación de muchos términos y arcaísmos del español que en otras zonas ya están en desuso. Este español chilote es un conjunto de variedades lingüísticas más o menos relacionadas entre sí que conviven con el español estándar y el español chileno. Dentro de las comunidades indígenas existen intentos de revivir el mapudungun de Chiloé, extinto desde fines del siglo XIX.

### Mitología
Chiloé tiene una variada mitología, sus orígenes son una mezcla de las creencias de los primeros habitantes y de las introducidas por los europeos. Entre los mitos y leyendas chilotes destacan la creencia en brujos y en seres fantásticos como la Pincoya, el Invunche, el Caleuche, el Trauco, la Fiura, el Camahueto y el Cuchivilo.

### Faenas tradicionales
En los sectores rurales las faenas agrícolas se hacen de forma comunitaria, a través de un sistema llamado minga, en el que quienes necesitan ayuda "suplican" a sus vecinos y estos colaboran en el trabajo a cambio de que se les retribuya del mismo modo cuando ellos lo requieran. Existen mingas para todas las tareas del campo que requieren más mano de obra que la disponible en el grupo familiar, como el guardar forraje para el invierno o retirar troncos muertos y raíces de un terreno destinado al cultivo. El reitimiento (matanza de un chancho) y la maja (elaboración de chicha) son dos actividades que son al mismo tiempo un trabajo y una celebración.
La migración de los jóvenes y el empleo asalariado en las industrias salmoneras se relacionan con la búsqueda de alternativas para compensar los bajos resultados comerciales de la agricultura tradicional. Al dejar de practicarse la agricultura también se han ido abandonando paulatinamente estas costumbres colectivas y algunas, como la minga de cosechadura de trigo, casi han desaparecido.

### Artesanía y artilugios

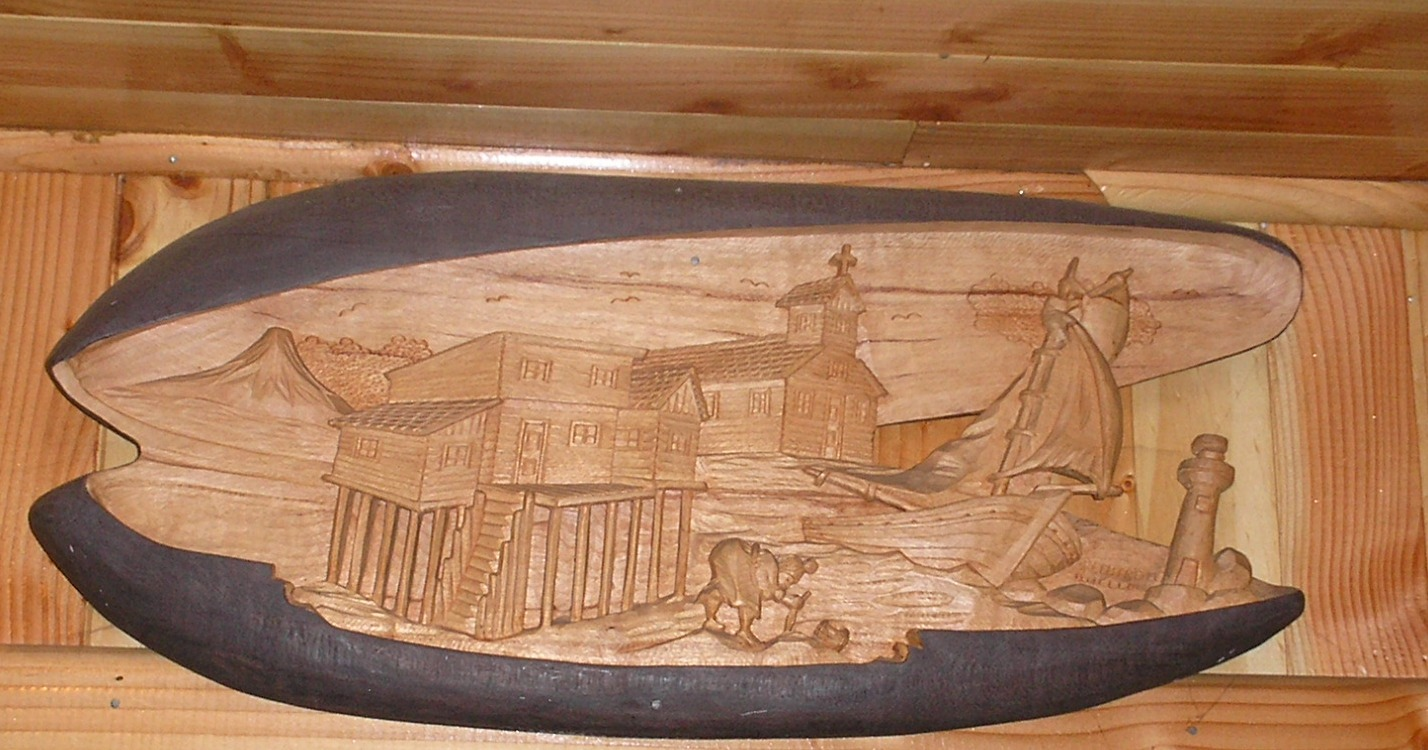
Artesanía en madera de ciruelillo, hecha en Quellón.

La artesanía es variada, especialmente en tejidos y cestería, pero también se hace artesanía en madera, cuero y conchas.
Entre los tejidos se pueden mencionar los gorros, frazadas, mantas, calcetines, chalecos y abrigos hechos en lana cruda de oveja. Los tejidos se tiñen con plantas, barro o con anilina. Entre los musgos y vegetales tintóreos se encuentran la barba de palo, el pello-pello, el mechay, el maqui y el matico.
En cestería hay diversos objetos como canastos, mallas y figuras decorativas, hechos con fibras vegetales. Las plantas que más se usan con estos fines son el cunquillo, el quiscal y la quilineja.
También está la cancagua, una roca metamórfica que es usada para hacer chimeneas, braseros y hornos de piedra.
Entre los artilugios se hallan:
- El almud: es una caja de madera que sirve para tomar una antigua medida española de volumen (alrededor de 8 litros), y se usa para vender a granel en los mercados. Por un lado, mide un almud y por el otro, medio.
- Sacho: es un ancla para embarcaciones hecha con piedras y varas de madera.
- Carrinca o birloche: es un trineo hecho con dos trozos curvos de madera unidos por varas o tablas, tirado por bueyes. Sirve para acarrear cargas por distancias cortas y resulta muy útil en los sitios pantanosos o en los caminos llenos de barro por las lluvias, pues allí es difícil usar carretas u otros vehículos con ruedas. Hechos por los mismos chilotes campesinos, aún se encuentran en uso, especialmente en las zonas boscosas y montañosas del centro de la isla.

### Cinematografía
En 2018 el director chileno Silvio Caiozzi estrena su película de tres horas de duración, "...Y de pronto el amanecer". Rodada íntegramente en diversas locaciones de Chiloé, representando tres etapas de la vida del artista. La película sirvió además para renovar y promocionar la imagen internacional de la isla y la cultura chilota.
Para el rodaje de la película, se creó un pueblo artificial llamado Weltún, ubicado en la comuna de Castro. Para su creación fue necesario trasladar una docena de casas de madera, algunas de éstas en estado de deterioro. Se usaron las tiraduras de casas, también conocidas como mingas para realizar dicho trabajo.

## Patrimonio agrícola mundial
Desde 2010, Chiloé forma parte de los Sistemas Importantes del Patrimonio Agrícola Mundial (SIPAM), una certificación otorgada por Naciones Unidas a los lugares que conservan una agricultura tradicional plenamente integrada en la cultura, la seguridad alimentaria, la biodiversidad y el desarrollo sostenible. La FAO reconoce el esfuerzo de los habitantes de la isla por la conservación de las especies en peligro de extinción, especialmente las patatas, de las que existen algunos cientos de variedades, conocidas como papas chilotas. Se plantan unas 4000 ha, la mayor parte para consumo propio, de tubérculos, que conviven con la avena, el trigo y otros vegetales, además de animales de granja como ovejas, cerdos, vacas y pollos. La cultura chilota de la patata, sin embargo, está rodeada de actividades relacionadas, por ejemplo, las mingas, una tradición de trabajo colectivo que reúne a la comunidad en época de siembra y de cosecha, la amplia cocina relacionada con la patata y los mitos y leyendas que la envuelven.

## Historia

### Primeros pobladores

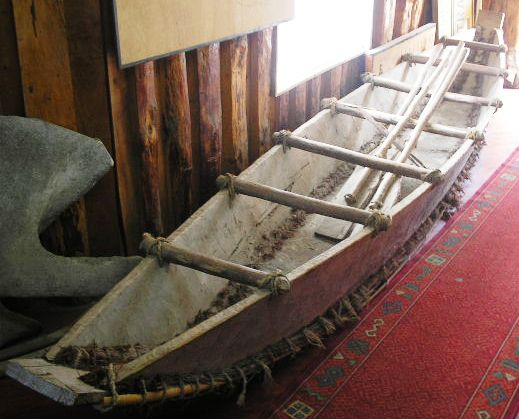
Reconstrucción de una dalca, embarcación hecha de tres tablones cosidos que usaron por igual chonos, huilliches y luego españoles.

El poblamiento se realizó desde el norte, una vez que la Isla Grande ya estaba separada del continente. Los vestigios humanos más antiguos están fechados en 5000-6000 años y se encontraron bajo una vivienda en Puente Quilo, en la península de Lacuy (Ancud), en el extremo noroccidental de la Isla Grande.
Los chonos son los primeros habitantes conocidos del archipiélago, pero posteriormente fueron desplazados hacia el sur por los huilliches, el grupo mapuche de la zona sur. Los chonos eran excelentes marinos que podían navegar extensiones de miles de kilómetros en sus embarcaciones llamadas dalcas. Una de sus costumbres era el curanto, una comida hecha en un hoyo en la tierra que se cocina con piedras recalentadas y se cubre con hojas de nalca. Luego de su contacto con los huilliches también practicaron incipientemente la agricultura, principalmente de la papa, mientras que los huilliche eran agricultores que adoptaron las costumbres marineras de los chonos a causa del contacto cultural y de las necesidades que les impuso el medio.

### Conquista española
Este proceso empezó con la llegada de los españoles a América, partiendo por Colón en 1492, y la posterior llegada al estrecho de Magallanes en 1520 de Hernando de Magallanes. En 1540 Alonso de Camargo avistó las costas de Chiloé mientras viajaba al Perú. Años después, Pedro de Valdivia organizó una expedición con el fin de recolectar información geográfica. Puso al mando de la expedición al capitán Francisco de Ulloa, quien llegó al canal de Chacao en 1553, y recorrió las islas del archipiélago. Él es considerado el primer europeo en conocer Chiloé.
En 1558 Juan Fernández Ladrillero ingresa a los canales de Chiloé y toma contacto con los aborígenes. Ese mismo año, García Hurtado de Mendoza inicia otra expedición que toma posesión de estas islas para la Corona española. En 1567 comienza el proceso de conquista en Chiloé, fundándose la ciudad de Castro. La isla fue originalmente bautizada con el nombre de Nueva Galicia, pero ese término no prosperó y se mantuvo la voz huilliche Chiloé.

### Período colonial

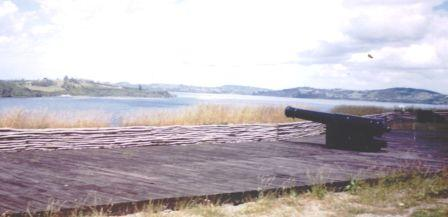
Fuerte Tauco, en las cercanías de Chonchi.

Después de la batalla de Curalaba (1598), en que los mapuches vencieron y mataron al gobernador de Chile, Chiloé quedó separado del resto de las posesiones españolas porque todas las ciudades entre el río Biobío y el canal de Chacao fueron abandonadas o destruidas. Los españoles solicitaron repetidas veces despoblar las islas a causa de la miseria y el aislamiento en que decían vivir, pero no se les hizo caso por la relevancia estratégica que este asentamiento tenía para España. La rebelión huilliche de 1712 comenzó a principios de ese año por los abusos de los encomenderos y fue sofocada una semana más tarde por medio de combates y matanzas.
En 1767 el rey autorizó al virrey del Perú para que se hiciese cargo de su defensa y entregara su gobierno al militar que el mismo dispusiera. Amat, usando dicha atribución al año siguiente, reemplazó al gobernador de Chiloé Manuel Fernández de Castelblanco por el capitán Carlos de Beranger y Renaud. La anexión de Chiloé al virreinato tuvo el carácter de transitoria, pues el decreto del virrey Amat señalaba que era sólo "por ahora y mientras duraren las operaciones que se van a emprender para su fortificación", tarea que cumplió Beranger levantado el Fuerte y Villa Real de San Carlos de Chiloé, actual ciudad de Ancud (1768). Finalmente, en 1784 se creó la Intendencia de Chiloé, dependiente de Lima, en vez de estar bajo la jurisdicción de la Capitanía General de Chile. Sin embargo, en todos los mapas oficiales de la corona siguieron mostrando a Chiloé y su distrito dentro de Chile. La intendencia dependía en lo religioso del obispado de Concepción, mientras que en lo militar debía conmensurar sus decisiones con el comandante de Fronteras de Chile.
En los primeros años los mercedarios y franciscanos estuvieron a cargo de la labor espiritual. En 1608 llegaron los primeros jesuitas, y en 1612 fundaron la primera iglesia en Castro para evangelizar a los nativos. Los jesuitas fueron haciendo capillas por todo el archipiélago; para 1767 ya había 79, y hoy se pueden encontrar más de 150. Tras la expulsión de la población jesuita en 1767, la Orden Franciscana asumió la asistencia religiosa de la isla desde 1771.
A fines del siglo XVIII la creación de la ruta terrestre del Camino Real permitiría el abastecimiento y comunicación de Chiloé con toda la región norte comprendida entre Valdivia y Chiloé; mitigando de esta forma la dependencia de los barcos provenientes del Callao con los productos indispensables, abriendo así un mercado efectivo para los chilotes. (Por razones como éstas a lo largo del siglo XVIII se habían sucedido numerosas peticiones desde el cabildo de Castro para la recuperación del área de Osorno, ya que en los Llanos de Osorno los isleños podrían “descargar la tierra” del excesivo número de habitantes que se estrechaban en el corto terreno desmontado y factible de cultivar del archipiélago).
En el año 1768 Chiloé deja de Santiago de Chile en lo administrativo y pasa a depender directamente de Lima, sin embargo, veinte años después en 1788, Chiloé vuelve a depender directamente de Chile y no de la metrópolis peruana, no poniéndose en práctica y quedando en algo de iure de la misma forma todo el territorio de la capitanía general de Chile deja de depender del virreinato peruano en 1798.

### Independencia y República
Durante la guerra de Independencia de Chile, la población de Chiloé se alineó en el bando "realista" (opuesto a la independencia) y se enviaron tropas regulares y de milicianos a combatir al continente. Luego de la batalla de Maipú (1818), que fue la victoria definitiva del bando "patriota" (independentista), continuó la guerra en el sur a través de la llamada Guerra a Muerte, batallas ahora sostenida por tropas irregulares, y el gobernador Antonio Quintanilla apoyó en parte estos esfuerzos. La república de Chile hizo tres intentos de conquistar el archipiélago, en 1820, 1824 y 1826, conocidos como campañas a Chiloé.  los dos primeros fueron exitosos para las tropas hispanochilotas lo que desencadenó que Chile preparara una tercera expedición la campaña de enero de 1826 que se saldó con la derrota de las fuerzas realistas y el territorio de Chiloé fue anexado a Chile luego de la firma del tratado de Tantauco.
Después de la independencia de Chile, Chiloé se vio beneficiado con la apertura del comercio y fue centro de abastecimiento de los balleneros extranjeros. Desde mediados del siglo XIX y hasta principios del siglo XX fue el principal productor de durmientes para ferrocarriles en todo el continente. A partir de entonces comenzaron a formarse nuevos pueblos para dedicarse a la industria, así crecieron Dalcahue, Chonchi y Quemchi. Desde 1895 se fueron entregando tierras en el norte de la isla a colonos alemanes y de otros países europeos y en la zona sur y oeste también a grandes industrias productoras.
En 1843 una goleta de la Armada de Chile construida en Ancud y bautizada con el mismo nombre condujo un destacamento que tomó posesión del estrecho de Magallanes, reclamado por Chile, pero sin soberanía efectiva hasta entonces. Luego de la fundación de Punta Arenas en 1848 y del establecimiento de estancias ganaderas en la Patagonia a fines del siglo XIX, se produjo la emigración de chilotes hacia la Patagonia argentina para luego ingresar a las regiones de Aysén y Magallanes, en un proceso que disminuyó solamente a partir de la década de 1980. Por esta razón toda la Patagonia posee un número relevante de población chilota o descendiente de chilotes.
Con el auge de la ganadería se comenzó a ocupar la zona interior de las islas, pues antes sólo se ocupaban las costas. Con la construcción del ferrocarril entre Ancud y Castro en 1912 se afianzó la ocupación de las tierras interiores del este de la isla. Este ferrocarril quedó fuera de servicio en 1960 por los daños que sufrió luego del gran terremoto ocurrido ese año.
A finales del siglo XX, Chiloé siguió el modelo impuesto en todo Chile y experimentó cambios en sus sistemas de vida. Las nuevas empresas de acuicultura, como las salmoneras, trajeron beneficios para los chilotes, como la generación de empleos, pero también problemas, como la alteración de los ecosistemas y el cambio social.
En 1972 se presentó promulgó por primera vez una ley en referencia al proyecto de construcción de un puente que permitiera unir la Isla Grande con el territorio continental, idea promovida por el entonces diputado por la zona Félix Garay . La idea de la construcción de este viaducto sólo comenzaría a concretarse durante el gobierno de Ricardo Lagos el que lanzó el proyecto como parte de las obras para celebrar el Bicentenario del país. Sin embargo, durante 2006, el proyecto del Puente Bicentenario fue cancelado luego que el costo estimado superara con creces lo presupuestado inicialmente. El 21 de mayo de 2012, el presidente Sebastián Piñera anunció la construcción del puente con un costo máximo de 762 millones de dólares.

### Otros enlaces
- Mav canal cultural: Chiloé archipiélago mágico
- Azócar, Rubén: Archipiélago de Chiloé
- Paths of Excellence: Archipiélago de Chiloé - Chile
- Biblioteca Nacional de Chile: Memoria chilena – Chiloé colonial (1553 – 1826)
- Consejo de Monumentos Nacionales: Iglesias de Chiloé
- Parque Tantauco: El lado salvaje de Chiloé